# Острувек
Острувек (пол. Ostrówek) — село в Польщі, у гміні Тріщани Грубешівського повіту Люблінського воєводства.
Населення — 219 осіб (2011).
У 1975—1998 роках село належало до Замойського воєводства.

## Демографія
Демографічна структура станом на 31 березня 2011 року:
|          | Загалом | Допрацездатний вік | Працездатний вік | Постпрацездатний вік |
| -------- | ------- | ------------------ | ---------------- | -------------------- |
| Чоловіки | 107     | 17                 | 72               | 18                   |
| Жінки    | 112     | 18                 | 58               | 36                   |
| Разом    | 219     | 35                 | 130              | 54                   |